# Hermann Swoboda
Hermann Swoboda (ur. 23 listopada 1873 w Wiedniu, zm. 18 czerwca 1963) – psycholog austriacki.

## Życie
Przyszedł na świat jako syn aptekarza; studiował prawo i filozofię na Uniwersytecie Wiedeńskim; w 1897 roku obronił doktorat z prawa, a w 1901 roku z filozofii. W roku 1905 habilitował się i został docentem prywatnym z „psychologii i jej historii”. W 1925 roku otrzymał tytuł profesora nadzwyczajnego. W 1928 roku otrzymał posadę asystenta w Instytucie Antropologii Uniwersytetu Wiedeńskiego. W wieku lat sześćdziesięciu siedmiu zgłosił się na ochotnika do Wehrmachtu – pełnił służbę jako tłumacz z francuskiego i nowogreckiego. Zmarł w Wiedniu.

### Teoria biorytmów
Swoboda uchodzi za twórcę okresowej teorii biorytmów. Razem z berlińskim lekarzem i biologiem Wilhelmem Fliesem – jak twierdził, nie zdając sobie sprawy z tego, nad czym pracuje ten ostatni – odkrył on zjawisko biorytmu, lecz wyniki swych badań opublikował dopiero po Fliesie, w 1904 roku w pracy pt. Die Perioden des menschlichen Organismus in ihrer psychologischen und biologischen Bedeutung. Opisuje w niej spontaniczne, okresowe powracanie myśli w okresach 18 godzin, 23 godzin i 23 dni. Obszerny rozdział poświęcił Swoboda dziełu Fliessa, nie wspomniał jednak o leżącej u podstaw pracy ich obu odkryciu, o którym Sigmund Freud donosił w swym opublikowanym w 1900 roku Die Traumdeutung. 

### Swoboda iOtto Weininger
Swoboda przyjaźnił się z Otto Weiningerem, z którym studiował psychologię. Dzięki Swobodzie, który przez kilka miesięcy przechodził terapię u Freuda, donosząc o jej postępach Weingerowi, ten ostatni zapoznał się z teorią pierwotnej biseksualności ludzkiej. Za sprawą intensywnej wymiany myśli Swoboda w latach 1899–1902 miał się przyczynić do powstania jego dzieła Geschlecht und Charakter (Płeć i charakter) opublikowanego w roku 1903. To właśnie Swoboda skłonił Otto Weinigera, by ten w sierpniu 1901 roku udał się do Freuda z prośbą o pomoc w znalezieniu wydawcy rękopisu pracy. Freud, który uznał, że dzieło to nie jest jeszcze gotowe do druku, odmówił mu pomocy.

### Swoboda iWilhelm Fliess
Wilhelm Fliess oskarżył Swobodę o kradzież idei biorytmu – doszło do sporu o prawa autorskie. Fliess podejrzewał o to również Otto Weiningera, temu ostatniemu zarzucał jednak kradzież idei biseksualności, a ponieważ wiedział, że informacje na ten temat uzyskał on od Swobody, ten zaś zaczerpnął je od Freuda, oskarżył wszystkich trzech. Na zarzuty Swoboda opowiedział ogłoszeniem pamfletu pt. Die gemeinnützige Forschung und der eigennützige Forscher. Antwort auf die von Wilhelm Fliess gegen Otto Weininger und mich erhobenen Anschuldigungen (1906).

## Dzieła
- Verstehen und Begreifen. Diss. Wien 1901.
- Die Perioden des menschlichen Organismus in ihrer psychologischen und biologischen Bedeutung. Leipzig, Wien 1904.
- Studien zur Grundlegung der Psychologie. Leipzig, Wien 1905.
- Die gemeinnützige Forschung und der eigennützige Forscher. Antwort auf die von Wilhelm Fließ gegen Otto Weininger und mich erhobenen Anschuldigungen. Leipzig, Wien 1906.
- Harmonia animae. Leipzig, Wien 1907.
- Die kritischen Tage des Menschen und ihre Berechnung mit dem Periodenschieber. Leipzig, Wien 1909.
- Otto Weiningers Tod. Wien, Leipzig 1911.
- Das Siebenjahr. Untersuchungen über die zeitliche Gesetzmäßigkeit des Menschenlebens. Band I: Vererbung. Leipzig, Wien 1917.
- Gedanken über den Denker und das Denken. Nachwort zu Weininger, Über die letzten Dinge.
- Besinnliches Leben. Wien 1961.
- (Pseud.) Arminius Libertus [Hermann Swoboda]: Epigramme. Innsbruck, Wien 1962.